# Praias da Galiza
Esta é uma lista parcial das mais de 700 praias da comunidade autónoma da Galiza, Espanha.

## Província da Corunha
- Praia da Corna, Pobra do Caramiñal
- Praia de Riazor, Corunha
- Praia de Barranha, Boiro
- Praia de Cabio-Lombinha, Pobra do Caramiñal
- Praia de Carragueiros, Cabo de Cruz (Boiro)
- Praia de Coroso, Ribeira
- Praia Grande de Miño, Miño
- Praia do Orzán, Corunha
- Praia dos Areos, Pobra do Caraminhal

## Província de Lugo
- Praia da Marosa, Burela
- Praia da Rapadoira, Foz
- Praia da Abrela, O Vicedo
- Praia de Altar (San Cosme), Barreiros
- Praia da Anguieira, Barreiros
- Praia de Area, Viveiro
- Praia da Arealonga, O Vicedo
- Praia da Arealonga (Das Ínsuas), Foz
- Praia de Areoura, Foz
- Praia das Catedrais, Ribadeo
- Praia das Illas, Ribadeo
- Praia das Pasadas, Barreiros
- Praia do Coto, Barreiros
- Praia de Covas, Viveiro
- Praia de Cubelas, Cervo
- Praia dos Alemas, Foz
- Praia de Esteiro, Ribadeo
- Praia de Esteiro, Xove
- Praia de Fomento, O Vicedo
- Praia da Fontela, Barreiros
- Praia de Lago, Xove
- Praia de Llas, Foz
- Praia de Longara, Barreiros
- Praia de Morás, Xove
- Praia do Torno, Cervo
- Praia dos Castros (Marbadas), Ribadeo
- Praia de Pampillosa (A Barra), Foz
- Praia de Peizas (Peixas Painzas), Foz
- Praia de Polas, Foz
- Praia de Portelo, Burela
- Praia de Portocelo, Xove
- Praia de Remior, Barreiros
- Praia de Rueta, Cervo
- Praia de Sacido, Viveiro
- Praia de San Bartolo, Barreiros
- Praia de San Román, O Vicedo
- Praia de Toxido, O Vicedo
- Praia do Vicedo, O Vicedo
- Praia de Videreiro, O Vicedo
- Praia de Xilloi, O Vicedo
- Praia de xuncos, Foz

## Província de Pontevedra
- Praia do Lérez, Pontevedra
- Praia de Placeres, Pontevedra
- Praia de Aguete, Marín
- Praia de Lapamán, Marín-Bueu
- Praia de Loira, Marín
- Praia de Mogor, Marín
- Praia do Santo, Marín
- Praia de Portocelo, Marín
- Praia de Samil, Vigo
- Praia do Vao, Vigo
- Praia de Patos, Nigrán